# Ranqueles gounellei
Ranqueles gounellei är en skalbaggsart som beskrevs av Bosq 1947. Ranqueles gounellei ingår i släktet Ranqueles och familjen långhorningar. Inga underarter finns listade i Catalogue of Life.